# سوبر بو
سوبر بو(باليابانية: 超ブウ) هو شخصية خيالية من مانغا دراغون بول  وهو من أقوى الشخصيات في السلسلة حيث تجاوزة قوته قوة ماجين بو.

## ظهوره
بعد قتال إيفل بو الشرس مع ماجين بو تمكن إيفل بو من حويله إلى قطعة شوكولاتة وأكله فضاعف هذا قوته كثيرا وظهر ما يسمى سوبر بو